# Artur Bloch
Artur „Nerchio“ Bloch (* 9. August 1992) ist ein professioneller polnischer E-Sportler im Computerspiel StarCraft 2.

## Werdegang
Bloch begann kurz nach dem Erscheinen von StarCraft 2 Ende 2010 Erfolge bei kleineren wöchentlichen Turnieren zu verbuchen. Sein erster größerer Erfolg war der mit 10.000 € dotierte Zweite Platz bei der IGN ProLeague Season 2 im August 2011. Kurz zuvor unterschrieb er bei Team Acer, nachdem er vorher zunächst für against all Authority und dann für Team Empire spielte. Im Jahr 2011 konnte Nerchio auch noch den Battle of Berlin für sich entscheiden, wurde aber vom Abschluss seines Studiums etwas eingeschränkt.
Im Jahr 2012 konnte Nerchio aber mehrere größere Erfolge für sich verbuchen, wie einen Sieg beim HomeStory Cup V, ein Sieg bei den „WCS Poland Nationals“ oder ein zweiter Platz auf der IEM Season VII – Global Challenge Cologne.
Im Januar 2016 trennte er sich nach viereinhalb Jahren von Team Acer und spielte anschließend bis 2018 für das Team Euronics Gaming. Seither spielt er konstant in der erweiterten europäischen Spitze und ist mit einem Karrierepreisgeld von über 371.364 US-Dollar der dritterfolgreichste europäische StarCraft-2-Spieler (Stand: September 2019).

## Große Turnier-Erfolge in SC2
| Jahr      | Turnier                                   | Platz        | Preisgeld |
| --------- | ----------------------------------------- | ------------ | --------- |
| Aug. 2011 | IGN ProLeague Season 2                    | 2. Platz     | 10.000 $  |
| Nov. 2011 | Battle in Berlin                          | 1. Platz     | 05.000 $  |
| Mai 2012  | WCS Polish Nationals                      | 1. Platz     | 04.000 $  |
| Jul. 2012 | HomeStory Cup V                           | 1. Platz     | 10.000 $  |
| Aug. 2012 | IEM Season VII – Global Challenge Cologne | 2. Platz     | 03.300 $  |
| Okt. 2012 | DreamHack Bucharest                       | 1. Platz     | 10.400 $  |
| Nov. 2012 | DreamHack Winter                          | 4. Platz     | 07.472 $  |
| Okt. 2013 | WCS Europa 2013 Season 3                  | 6.–8. Platz  | 03.500 $  |
| Apr. 2014 | WCS Europa 2014 Season 1                  | 9.–12. Platz | 03.000 $  |
| Nov. 2015 | DreamHack Winter                          | 5.–6. Platz  | 02.000 $  |
| März 2016 | IEM Season X – World Championship         | 3.–4. Platz  | 10.000 $  |
| Mai 2016  | WCS Spring 2016 (DreamHack Tours)         | 2. Platz     | 15.000 $  |
| Jul. 2016 | DreamHack Valencia                        | 1. Platz     | 16.000 $  |

## Interviews
- So wird man ein PRO in StarCraft 2 – Nerchio im Esport-Talk